# Ussuriysky (huyện)
Huyện Ussuriysky (tiếng Nga: ? райо́н) là một huyện hành chính tự quản (raion), của Vùng Primorsky, Nga. Huyện có diện tích 3635 km², dân số thời điểm ngày 1 tháng 1 năm 2000 là 28900 người. Trung tâm của huyện đóng ở Ussuriysk.